# Poupas
Poupas ist eine französische Gemeinde mit 88 Einwohnern (Stand: 1. Januar 2022) im Département Tarn-et-Garonne in der Region Okzitanien. Sie gehört zum Arrondissement Castelsarrasin und zum Kanton Garonne-Lomagne-Brulhois.

## Lage
Sie grenzt im Nordwesten an Miradoux, im Norden an Lachapelle, im Nordosten an Puygaillard-de-Lomagne, im Osten an Balignac, im Südosten an Montgaillard und im Süden und im Westen an Marsac. An der östlichen Gemeindegrenze verläuft das Flüsschen Cameson, ganz im Nordwesten der Arrats.

## Bevölkerungsentwicklung
| Jahr      | 1962 | 1968 | 1975 | 1982 | 1990 | 1999 | 2008 | 2015 |
| --------- | ---- | ---- | ---- | ---- | ---- | ---- | ---- | ---- |
| Einwohner | 180  | 132  | 138  | 117  | 101  | 97   | 91   | 83   |